# Fritz Schwab
Erich Arthur Fritz Schwab (31. prosince 1919, Berlín – 24. listopadu 2006) byl švýcarský atlet, mistr Evropy v chůzi na 10 kilometrů z roku 1950.

## Sportovní kariéra
Specializoval se na trať 10 000 metrů chůze. V roce 1946 vybojoval na evropském šampionátu v Oslo stříbrnou medaili, na následujícím šampionátu v Bruselu v roce 1950 v této disciplíně zvítězil. Dvakrát také získal olympijskou medaili – v Londýně v roce 1948 bronzovou, v Helsinkách v roce 1952 stříbrnou. Jeho nejlepší výkon na trati 10 000 metrů byl 44:44,8.
Jeho otec Arthur Schwab byl rovněž chodec, držitel stříbrné olympijské medaile v chůzi na 50 kilometrů z olympiády v Berlíně v roce 1936.